# Krásné (Pardubice)
Krásné é uma comuna checa localizada na região de Pardubice, distrito de Chrudim.